# Tiina Sanila-Aikio
Tiina Sanila-Aikio (skolt: Paavvâl Taannâl Tiina, ur. 25 marca 1983 w Sevettijärvi) – nauczycielka, muzyk oraz polityk pochodzenia saamskiego. W latach 2015–2020 przewodnicząca Saamskiego Parlamentu Finlandii.
Aikio urodziła się w 1983 roku w Sevettijärvi w gminie Inari w Finlandii. Jej ojciec jest pasterzem reniferów. Ukończyła szkołę w Sevettijärvi, a następnie w Rovaniemi, gdzie również studiowała na Uniwersytecie Lapońskim.
Od 2012 jest członkiem Saamskiego Parlamentu Finlandii. W latach 2012–2015 pełniła w nim funkcję 1. wiceprzewodniczącego. W 2015 została wybrana na przewodniczącą. Jej kadencja upłynęła w lutym 2020, kiedy stanowisko objął Tuomas Aslak Juuso.
Sanila-Aikio jest również nauczycielką języka skolt oraz działaczką na rzecz promocji kultury saamskiej. Zajmuje się również pasterstwem reniferów.

## Kariera muzyczna
Tiina Sanila-Aikio jest członkiem zespołu Tiina Sanila. W roku 2005 wydał on pierwszą na świecie płytę w całości w języku skolt pod tytułem Sääʹmjânnam rocks!. W 2007 ukazała się kolejna płyta, Kå'llkue'll Se Måttmest Tålkk.